# 1892 год в музыке

## События
- 28 апреля — премьера «Куллерво» Яна Сибелиуса
- 26 мая — в Церкви Святого Фомы в Лейпциге воздвигнут памятник Феликсу Мендельсону[1]
- 24 сентября — открытие в Берлине Theater Unter den Linden, в будущем — Комише опер[2]
- 26 сентября — Антонин Дворжак прибывает в США, чтобы занять должность художественного руководителя Национальной музыкальной консерватории[3]
- 18 декабря:
  - премьера оперы «Иоланта» Петра Ильича Чайковского в Санкт-Петербурге
  - премьера Симфонии № 8 Антона Брукнера в Вене
- Песня «After the Ball» Чарльза Харриса становится первой партитурой, проданной в количестве 1 миллион копий за 1 год (в общей сложности, более 5 миллионов копий)[4]
- Эрик Сати пишет свои первые сочинения в жанре меблировочной музыки
- Сергей Дягилев оканчивает Санкт-Петербургскую государственную консерваторию имени Н. А. Римского-Корсакова[5]

## Классическая музыка
- Сергей Рахманинов — Две пьесы для виолончели и фортепиано; пьесы-фантазии для фортепиано
- Иоганнес Брамс — интермеццо, опус 117
- Александр Глазунов — струнный квартет ля-мажор, опус 39
- Густав Малер — «Волшебный рог мальчика»; «Небесная жизнь»
- Карл Нильсен — Симфония № 1
- Джозеф Перри — «Саул в Тарсе»
- Макс Регер — соната для виолончели № 1, опус 5

## Опера
- Умберто Джордано — «Преступная жизнь»
- Альфредо Каталани — «Валли»
- Руджеро Леонкавалло — «Паяцы»
- Жюль Массне — «Вертер»
- Сергей Рахманинов — «Алеко»
- Николай Римский-Корсаков — «Млада»
- Артур Салливан — «Хэддон Холл»
- Пётр Чайковский — «Иоланта»

## Родились

### Январь
- 1 января
  - Миклош Раднаи (ум. 1935) — венгерский композитор. 
  - Артур Родзинский (ум. 1958) — польский и американский дирижёр
- 31 января — Эдди Кантор (ум. 1964) — американский комедийный актёр, танцор, певец и автор песен

### Февраль
- 4 февраля — Ирьё Кильпинен (ум. 1959) — финский композитор
- 15 февраля — Ян Долинский[англ.] (ум. 1965) — словацкий композитор
- 17 февраля — Джеймс Хэнли[англ.] (ум. 1942) — американский автор песен

### Март
- 10 марта — Артюр Онеггер (ум. 1955) — швейцарско-французский композитор и музыкальный критик
- 20 марта — Морт Диксон[англ.] (ум. 1956) — американский поэт-песенник
- 27 марта — Ферд Грофе[англ.] (ум. 1972) — американский композитор, аранжировщик и пианист

### Апрель
- 1 апреля — Ренато Занелли[англ.] (ум. 1935) — итальянский и чилийский оперный певец (баритон и тенор)
- 2 апреля — Рой Палмер[англ.] (ум. 1963) — американский джазовый тромбонист
- 10 апреля — Виктор де Сабата (ум. 1967) — итальянский дирижёр и композитор
- 12 апреля — Джонни Доддс (ум. 1940) — американский джазовый кларнетист
- 19 апреля — Жермен Тайфер (ум. 1983) — французская пианистка и композитор
- 21 апреля — Ярослав Квапил[чеш.] (ум. 1958) — чешский композитор, педагог, дирижёр и пианист

### Май
- 14 мая — Артур Лурье (ум. 1966) — российско-американский композитор, музыкальный писатель, теоретик и критик
- 18 мая — Эцио Пинца (ум. 1957) — итальянский оперный певец (бас)

### Июнь
- 18 июня — Эдуард Штейерман (ум. 1964) — австро-американский пианист
- 21 июня — Хильдинг Розенберг[швед.] (ум. 1985) — шведский композитор
- 23 июня — Мечислав Хоршовский (ум. 1993) — польско-американский пианист и музыкальный педагог
- 30 июня — Ласло Лайта (ум. 1963) — венгерский композитор, фольклорист и дирижёр

### Июль
- 2 июля — Джек Хилтон[англ.] (ум. 1965) — британский пианист, композитор, бэнд-лидер и импресарио
- 6 июля — Джек Йеллен[англ.] (ум. 1991) — американский автор песен и сценарист
- 8 июля — Джозеф Рассел Робинсон[англ.] (ум. 1963) — американский джазовый пианист и композитор
- 10 июля — Ян Мори[словац.] (ум. 1978) — словацкий композитор и педагог
- 23 июля — Петрос Петридис (ум. 1977) — греческий композитор, дирижёр и музыкальный критик
- 26 июля — Филипп Ярнах (ум. 1982) — немецкий композитор и музыкальный педагог

### Август
- 14 августа — Кайхосру Сорабджи (ум. 1988) — британский композитор, музыкальный критик и пианист
- 15 августа
  - Кнуд Еппесен (ум. 1974) — датский музыковед и композитор
  - Сидни Клэр[англ.] (ум. 1972) — американский комедиант, танцор и композитор

### Сентябрь
- 4 сентября — Дариюс Мийо (ум. 1974) — французский композитор, дирижёр, музыкальный критик и педагог
- 5 сентября — Йожеф Сигети (ум. 1973) — венгерский и американский скрипач и педагог
- 17 сентября — Хендрик Андриссен (ум. 1981) — нидерландский композитор, органист и педагог
- 19 сентября — Фред Алерт[англ.] (ум. 1953) — американский автор песен
- 20 сентября — Рой Тёрк[англ.] (ум. 1934) — американский поэт-песенник

### Октябрь
- 17 октября — Герберт Хауэллс (ум. 1983) — британский композитор, органист и педагог
- 19 октября — Ильмари Ханникайнен (ум. 1955) — финский композитор

### Ноябрь
- 28 ноября
  - Томас Вуд[англ.] (ум. 1950) — британский композитор
  - Гарри Кэрролл[англ.] (ум. 1962) — американский пианист и композитор

### Декабрь
- 9 декабря — Беатрис Харрисон[англ.] (ум. 1965) — британская виолончелистка
- 11 декабря — Джакомо Лаури-Вольпи (ум. 1979) — итальянский оперный певец (лирико-драматический тенор)

## Скончались
- 10 января — Генрих Дорн (87) — немецкий дирижёр, композитор и журналист
- 13 февраля — Ламбер Массар (80) — французский скрипач и музыкальный педагог бельгийского происхождения
- 20 февраля — Роза Чиллаг[англ.] (59) — австро-венгерская оперная певица (меццо-сопрано)
- 20 марта — Артур Горинг Томас[англ.] (41) — британский композитор
- 26 марта — Антон Валлерштейн (78) — немецкий композитор, скрипач, пианист и музыкальный педагог[6]
- 31 марта — Адольф Ржепко[пол.] (66) — польский композитор, гобоист, дирижёр и пианист
- 22 апреля — Эдуар Лало (69) — французский композитор
- 2 мая — Вильгельм Руст (69) — немецкий композитор, музыковед и хормейстер
- 6 мая
  - Никодим Бернацкий (66) — польский музыкант, скрипач, концертмейстер, композитор и музыкальный педагог
- 13 мая — Жан Александр Фердинан Пуаз (63) — французский композитор
  - Эрнест Гиро (54) — французский композитор и педагог
- 19 августа — Франтишек Скугерский (62) — чешский композитор и музыкальный педагог
- 29 августа — Жюль-Жозеф Перро (82) — французский танцовщик и балетмейстер
- 5 сентября — Генри Кристиан Тимм (81) — американский пианист, органист, дирижёр и композитор немецкого происхождения
- 24 сентября — Патрик Гилмор[англ.] (62) — американский композитор и военный капельмейстер ирландского происхождения
- 24 октября — Роберт Франц (77) — немецкий композитор, дирижёр и органист
- 28 октября — Феликс Отто Дессофф (57) — немецкий дирижёр, композитор и музыкальный педагог
- 4 ноября — Флоримон Эрве (67) — французский композитор и органист
- 19 ноября — Антонио де Торрес Хурадо (75) — испанский гитарный мастер